# Jacek Wojnarowski
Jacek Wojnarowski (ur. 1954 w Warszawie) – polski działacz społeczny, pracownik trzeciego sektora.

## Życiorys
Ukończył Politechnikę Warszawską, został następnie absolwentem studiów podyplomowych w Szkole Głównej Handlowej. Do 1989 pracował w sektorze prywatnym, następnie związany z organizacjami pozarządowymi. Od 1990 do 2000 był dyrektorem Fundacji im. Stefana Batorego. W latach 2001–2004 współtworzył i kierował organizacją Trust for Civil Society in Central and Eastern Europe. Później został prezesem zarządu Fundacji Rozwoju Społeczeństwa Informacyjnego (do 2011), a także doradcą prezesa Polsko-Amerykańskiej Fundacji Wolności ds. Programu Rozwoju Bibliotek.
Odznaczony Krzyżem Oficerskim Orderu Odrodzenia Polski (2014).